# Gustav Krukenberg
Gustav Alexander Peter Krukenberg (Bonn, 8 maart 1888 - Bad Godesberg, 23 oktober 1980) was een Duitse officier en SS-Brigadeführer en Generalmajor in de Waffen-SS tijdens de Tweede Wereldoorlog. Hij voerde aan het eind van de oorlog het commando over de 33. Waffen-Grenadier-Division der SS Charlemagne, en de 11. SS-Freiwilligen-Panzergrenadier-Division Nordland. De laatst genoemde divisie tijdens de Slag om Berlijn.

## Leven
Op 8 maart 1888 werd Gustav Krukenberg in Bonn geboren. Hij was de zoon van een Georg Krukenberg een Extraordinarius (buitengewoon hoogleraar) aan de Rheinische Friedrich-Wilhelms-Universiteit, en zijn vrouw was Elsbeth Krukenberg-Conze (zij was de dochter van de archeoloog Alexander Conze). Hij had twee jongere broers. De vader van Gustav Krukenberg overleed in 1899 aan een bloedvergiftiging. Na zijn schoolgang, behaalde Krukenberg zijn Abitur. Op 1 oktober 1907 trad hij als Fähnrich (vaandrig) in dienst van het Deutsches Heer, en werd geplaatst in het 5. Badisches Feld-Artillerie-Regiment Nr. 76. Vanaf 1907 tot januari 1911 studeerde Krukenberg rechtswetenschap in Lausanne, Freiburg, Berlijn, Bonn en Heidelberg. In 1911 promoveerde hij in Heidelberg, en droeg zijn proefschrift over de "Reichsmilitärfiskus" op aan zijn moeder. In 1909 werd hij opgenomen in het Korps Hasso-Borussia Freiburg. Op 21 februari 1911 werd Krukenberg bevorderd tot Leutnant der Reserve (tweede luitenant in de militaire reserve), een twee maanden later werd hij niet meer in de militaire reserve geplaatst.
In september 1912 trouwde Krukenberg met Charlotte Schumm-Walther (1860–1947). Het echtpaar kreeg twee dochters. 

### Eerste Wereldoorlog
Vanaf 1913 tot 1914 werd Krukenberg naar de artillerieschool in Jüterbog gecommandeerd, daar leerde hij afstandsbepaling te maken voor artillerie. Hierna werd hij benoemd tot adjudant en commandant van het 6e bataljon in het 5. Badisches Feld-Artillerie-Regiment Nr. 76. Vervolgens werd hij als 1e ordonnansofficier in de 3. Garde Division ingezet. Hierop volgend werd Krukenberg tot adjudant van de 5. Garde Infanterie Brigade benoemd. Op 18 april 1915 werd hij bevorderd tot Oberleutnant (eerste luitenant). Daarna diende hij als ordonnansofficier en Ia (operaties) in het Generalkommando Nr. 58 (58e Generaal Commando). Voor zijn bevordering tot Hauptmann, volgde hij een opleiding voor Generale Stafofficieren in het Sedan. Hierop volgend werd Krukenberg bevorderd tot Hauptmann der Reserve (kapitein in de militaire reserve). Na zijn bevordering, werd hij overgeplaatst naar de Generale Staf van het 4. Feldheeres (4e Veldleger). Als kwartiermeester werd hij ingezet in het Generalkommando Nr. 55 (55e Generaal Commando). Hierna volgde zijn functie als adjudant en opperkwartiermeester voor het krijgsgeschiedenis in de Duitse Generale Staf. In december 1918 werd Krukenberg als Ic (inlichtingen) in het Gruppenkommando III ingezet. Vanaf 17 maart 1919 tot 30 september 1920 was hij als persvoorlichter werkzaam in het Rijksministerie van Defensie. 

### Interbellum
Na de Eerste Wereldoorlog ging Krukenberg werken als hulpreferent in het ministerie van Buitenlandse Zaken. Vanaf 1 december 1920 tot 31 december 1921 werkte hij op het bureau van de minister van Buitenlandse Zaken. Hierna werkte Krukeberg vanaf 1 december 1920 als privésecretaris voor de Rijksminister van Buitenlandse zaken Walter Simons. Vanaf april 1922 tot mei 1922 was hij secretaire voor de Duitse economisch deskundigen tijdens de Wereldeconomische conferentie in Genua. Voor een korte periode (1923-1924) werkte Krukenberg als bedrijfsleider voor een Bremer handelsorganisatie La Plata in Amsterdam. Vanaf september 1926 tot 31 december 1926 was hij directeur van de Duits-Franse Studiecomité in Parijs, deze was gewijd aan Duits-Franse elite-ontmoetingen uit het economie, de geesteswetenschappen, administratie en publicistiek. Hierna werkte hij als Duitse vrijwillige algemeen secretaris voor het Duits-Franse Studiecomité. Op 1 april 1932 werd Krukenberg lid van de Nationaalsocialistische Duitse Arbeiderspartij (NSDAP). Hij was ook voor een korte tijd lid van de Sturmabteilung. Op 16 juli 1932 werd Krukenberg lid van de Nationalsozialistisches Kraftfahrkorps (NSKK), tot juni van 1933. Hij werkte als ambtenaar voor het Kabinet-Schleicher, dit deed hij tot 28 januari 1933. Hierna werd hij als referent en rijksradiozendercommissaris voor het Rijksministerie van Binnenlandse Zaken ingezet. Hierop werd hij overgeplaatst naar een andere rijksministerie die van Rijksministerie van Volksvoorlichting en Propaganda, en werkte daar als onderstaatssecretaris en leider van de afdeling III. Op 30 mei 1933 werd Krukenberg lid van de Schutzstaffel (SS), en werd geplaatst in de II.Sturmbann in het 6.SS-Standarte. Hierna werkte hij als ere-adjudant en plaatsvervangend stafleider van de Duitse Rode Kruis president Karel Eduard van Saksen-Coburg en Gotha. Op 8 april 1934 werd Krukenberg bevorderd tot SS-Scharführer. Er volgde nog een bevordering tot SS-Hauptscharführer een jaar later. Vanaf 15 mei 1936 was hij werkzaam in de Nachtrichtenzug (vrije vertaling: verbindingstrein) van de 1.Sturmbann in het 6.SS-Standarte. In mei 1936 werd Krukenberg naar de artillerieschool in Jüterbog gecommandeerd. Als voormalig Hauptmann in de Deutsches Heer, werd hij in 1936 weer als Hauptmann der Reserve in het Heer weer opgenomen. Op 9 november 1936 werd Krukenberg bevorderd tot SS-Untersturmführer (tweede luitenant). Hij werd benoemd tot commandant van de 5e Sturmbann in het 6.SS-Standarte. Op 30 januari 1938 werd hij bevorderd tot SS-Obersturmführer (eerste luitenant). Vanaf 1 oktober 1938 tot 1 augustus 1939 was hij als juridisch adviseur van het 6.SS-Standarte ingezet. In de Heer, werd Krukenberg bevorderd tot Major der Reserve i.G. (majoor in de militaire reserve in de Generale Staf). Hierop volgend werd hij ook bevorderd in de Schutzstaffel tot SS-Hauptsturmführer (kapitein). Op 29 augustus 1939 werd Krukenberg teruggeroepen naar het Oberkommando des Heeres (OKH), en werd hij tot opperkwartiermeester van de militaire bevelhebber van Posen benoemd. Hierna werd hij ingezet als opperkwartiermeester van het Opperbevel van de Grenssector Noord.

### Tweede Wereldoorlog
Op 20 april 1940 werd Krukenberg bevorderd tot SS-Sturmbannführer (majoor). En werd als afdelingsleider en groepsleider Ia (operatie's) bij de Wehrmachts Bevelhebber Nederland geplaatst. Hierna was hij als Ia in de controle inspectie Afrika. Vanaf 18 juni 1941 tot 1 februari 1942 werd hij weer als opperkwartiermeester en chef van de Wirtschaftsinspektion Mitte (vrije vertaling: Economische inspectie Midden) in Wit-Rusland ingezet. Krukenberg werd in de reserve van het OKH gezet. Op 1 april 1942 werd hij bevorderd tot Oberstleutnant der Reserve i.G. (luitenant-kolonel in de militaire reserve in de Generale Staf). Vanaf 1 augustus 1942 tot 14 februari 1943 werd Krukenberg naar de academie voor de Hogere Intendancedienst in Berlin-Halensee gecommandeerd. Op 1 december 1943 volgde zijn overplaatsing naar de Waffen-SS, en werd als voormalig Oberstleutnant door het Dienstgradangleichung (vrije vertaling: rangsgelijktrekking) meteen als SS-Obersturmbannführer der Reserve (W-SS) ingeschaald. En werd geplaatst in het SS-Panzergrenadier Ausbildung en Ersatz Btn 1 (vrije vertaling: SS-Pantsergrenadiersopleiding en 1e Vervangingsbataljon). Op 17 januari 1944 werd Krukenberg benoemd tot stafchef van het V. SS-Freiwilligen-Gebirgskorps. Tijdens zijn functie als stafchef, werd hij op 20 januari 1944 bevorderd tot SS-Standartenführer der Reserve (W-SS) (kolonel in de militaire reserve en de Waffen-SS). In hetzelfde jaar werd Krukenberg nog een keer bevorderd tot SS-Oberführer der Reserve (W-SS). En werd als stafchef ingezet in het VI SS Korps. Hij volgde de Oberst i.G. en SS-Standartenführer Peter Sommer op. Op 25 juni 1944 werd Krukenberg in de reserve van het SS-Führungshauptamt (SS-FHA) gezet. Vanaf 25 juli 1944 werd hij benoemd tot bevelhebber van de Waffen-SS in het Rijkscommissariaat Ostland. En tot inspecteur van de Baltische eenheden ingezet. Hierop volgende werd hij ingezet als stafchef van het III (Germaanse) SS Pantserkorps], hij volgde Joachim Ziegler op. Krukenberg werd toegevoegd aan de Kampfgruppe Jeckeln, en voerde het commando over een anti-partizanen detachement. Vanaf 31 augustus 1944 tot 23 september 1944 voerde Krukenberg zelf het commando over een Kampfgruppe met zijn eigen naam. Op 23 september 1944 werd hij bevorderd tot SS-Brigadeführer (brigadegeneraal) en Generalmajor in de Waffen-SS.
Op grond van zijn ervaringen in Parijs en zijn kennis van de Franse taal werd Krukenberg benoemd tot inspecteur van de Franse eenheden. Op 5 maart 1945 werd hij benoemd tot commandant van de 33. Waffen-Grenadier-Division der SS Charlemagne. Hij werd opgevolgd door SS-Standartenführer der Waffen-SS Walter Zimmermann. Aan het einde van de Tweede Wereldoorlog werd Krukenberg nog als commandant van het 11. SS-Freiwilligen-Panzergrenadier-Division Nordland ingezet. 
Na de dood van Hitler verzamelde Krukenberg het grootste deel van zijn escorte bestaande uit Franse SS'ers voor een uitbraak. Ze sloten zich aan bij Joachim Ziegler, en een grote groep Nordland-manschappen. Vlak voor zonsopgang staken ze de Spree over. In de buurt van het U-Bahn-station Gesundbrunnen kwamen ze zwaar onder vuur te liggen van het Rode Leger. Op 2 mei 1945 raakte Ziegler zwaargewond, en stierf.

## Na de oorlog
Na de capitulatie verstopte Krukenberg zich voor een week in een appartement in Berlin-Dahlem, voordat hij zich op 12 mei 1945 (andere bron vermeldt: 14 mei 1945) aan de Sovjetbezettingsautoriteiten in Berlijn-Steglitz overgaf. Hij werd berecht, schuldig bevonden, en veroordeeld tot 25 jaar gevangenisstraf door een Sovjet-rechtbank. Hij verbleef tot 1956 (andere bron vermeldt: oktober 1955) in een Sovjetgevangenschap.
Toen hij terugkeerde uit gevangenschap, raakte Krukenberg betrokken bij de Verband der Heimkehrer (vrije vertaling: Bond van Teruggekeerde Krijgsgevangene), waar hij opnieuw campagne voerde voor Frans-Duits begrip.
Over het verdere verloop van zijn leven is niets bekend. Op 23 oktober 1980 stierf Krukenberg in Bad Godesberg.

## Carrière
Krukenberg bekleedde verschillende rangen in zowel de Allgemeine-SS als Waffen-SS. De volgende tabel laat zien dat de bevorderingen niet synchroon liepen.
| Datum                                              | Deutsches Heer       | Allgemeine-SS       | Heer                            | Waffen-SS                                 |
| -------------------------------------------------- | -------------------- | ------------------- | ------------------------------- | ----------------------------------------- |
| 1 oktober 1907                                     | Fähnrich             | —                   | —                               | —                                         |
| 21 februari 1911 (anciënniteit vanaf 1 april 1909) | Leutnant der Reserve | —                   | —                               | —                                         |
| 1 april 1911                                       | Leutnant             | —                   | —                               | —                                         |
| 18 april 1915                                      | Oberleutnant         | —                   | —                               | —                                         |
| 18 april 1918                                      | Hauptmann            | —                   | —                               | —                                         |
| 8 april 1934                                       | —                    | SS-Scharführer      | —                               | —                                         |
| 16 juli 1935                                       | —                    | SS-Hauptscharführer | —                               | —                                         |
| 1936                                               | —                    | —                   | Hauptmann der Reserve           | —                                         |
| 9 november 1936                                    | —                    | SS-Untersturmführer | —                               | —                                         |
| 30 januari 1938                                    | —                    | SS-Obersturmführer  | —                               | —                                         |
| 1 oktober 1938                                     | —                    | —                   | Major der Reserve i.G.          | —                                         |
| 30 januari 1939                                    | —                    | SS-Hauptsturmführer | —                               | —                                         |
| 20 april 1940:                                     | —                    | SS-Sturmbannführer  | —                               | —                                         |
| 1 april 1942                                       | —                    | —                   | Oberstleutnant der Reserve i.G. | —                                         |
| 1 december 1943                                    | —                    | —                   | —                               | SS-Obersturmbannführer der Reserve (W-SS) |
| 20 januari 1944                                    | —                    | —                   | —                               | SS-Standartenführer der Reserve (W-SS)    |
| 9 mei 1944                                         | —                    | —                   | —                               | SS-Oberführer der Reserve (W-SS)          |
| 23 september 1944                                  | —                    | SS-Brigadeführer    | —                               | Generalmajor in de Waffen-SS              |

- Afkorting: i.G. = in de Generale Staf

## Lidmaatschapsnummers
- NSDAP-nr.: 1 067 635[6][8] (lid geworden 1 april 1932[5][4])
- SS-nr.: 116 685[6][8] (lid geworden 30 mei 1933[5][4])

## Onderscheidingen
Selectie:
- IJzeren Kruis 1914, 1e Klasse[11][5][4][8] en 2e Klasse[11][5][4][8]
- Herhalingsgesp bij IJzeren Kruis 1939, 1e Klasse[8] (26 oktober 1944[5][9]) en 2e Klasse[11][8] (28 juli 1940[5][7])
- Kruis voor Oorlogsverdienste, 1e Klasse[11][8] (7 januari 1942[5]) en 2e Klasse[11][8] (7 januari 1942[5]) met Zwaarden
- SS-Ehrenring[11][8]
- Kruis voor Militaire Verdienste (Oostenrijk-Hongarije) met Oorlogsdecoratie[5]
- Ridderkruis der Tweede Klasse in de Frederiks-Orde Zwaarden[5]
- Ridderkruis der Tweede Klasse in de Saksisch-Ernestijnse Huisorde met Zwaarden[5]
- Orde van de Kroon van Koning Zvonimir, 1e Klasse met Eikenloof op 21 juli 1944[5]